# منتخب موريشيوس لكرة القدم
منتخب موريشيوس لكرة القدم (بالفرنسية:  Équipe de Maurice de football)‏ ملقب بطيور الدودو وهو المنتخب الوطني في موريشيوس ويديره اتحاد موريشيوس لكرة القدم . لم يسبق له التأهل إلى بطولة كأس العالم .
تأهل منتخب موريشيوس إلى بطولة كأس الأمم الأفريقية 1974 ولكنه خرج من الدور الأول .
أفضل انجاز بعض المشاركة في كأس الأمم الأفريقية هو التأهل إلى الدور الربع النهائي في بطولة كأس كوسافا بفوزه على جنوب أفريقيا 2-0 في يناير 2004 ولكنه خسر أمام المرشح الأبرز للفوز بالبطولة زامبيا 1-3 .

## وصلات خارجية
- قائمة بيانات المنتخب من الموقع الرسمي للفيفا باللغة العربية
- Official Site
- FIFA.com: Mauritius national football team profile
- National Football Teams: Mauritius Profile